# Dyłgi pripek
Dyłgi pripek (bułg. Дълги припек) – wieś w Bułgarii, w obwodzie Wielkie Tyrnowo, w gminie Złatarica. W 2024 roku liczyła 31 mieszkańców.